# Mater Ecclesiae

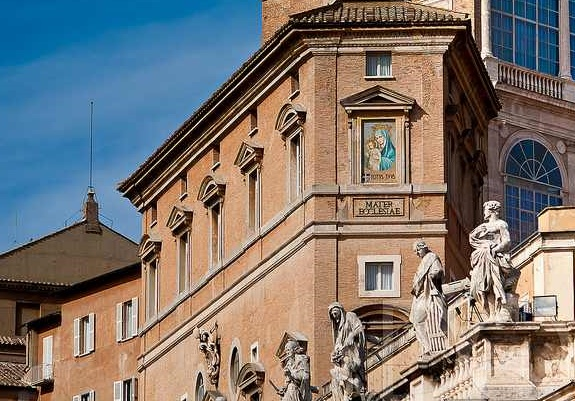
Wizerunek Matki Kościoła

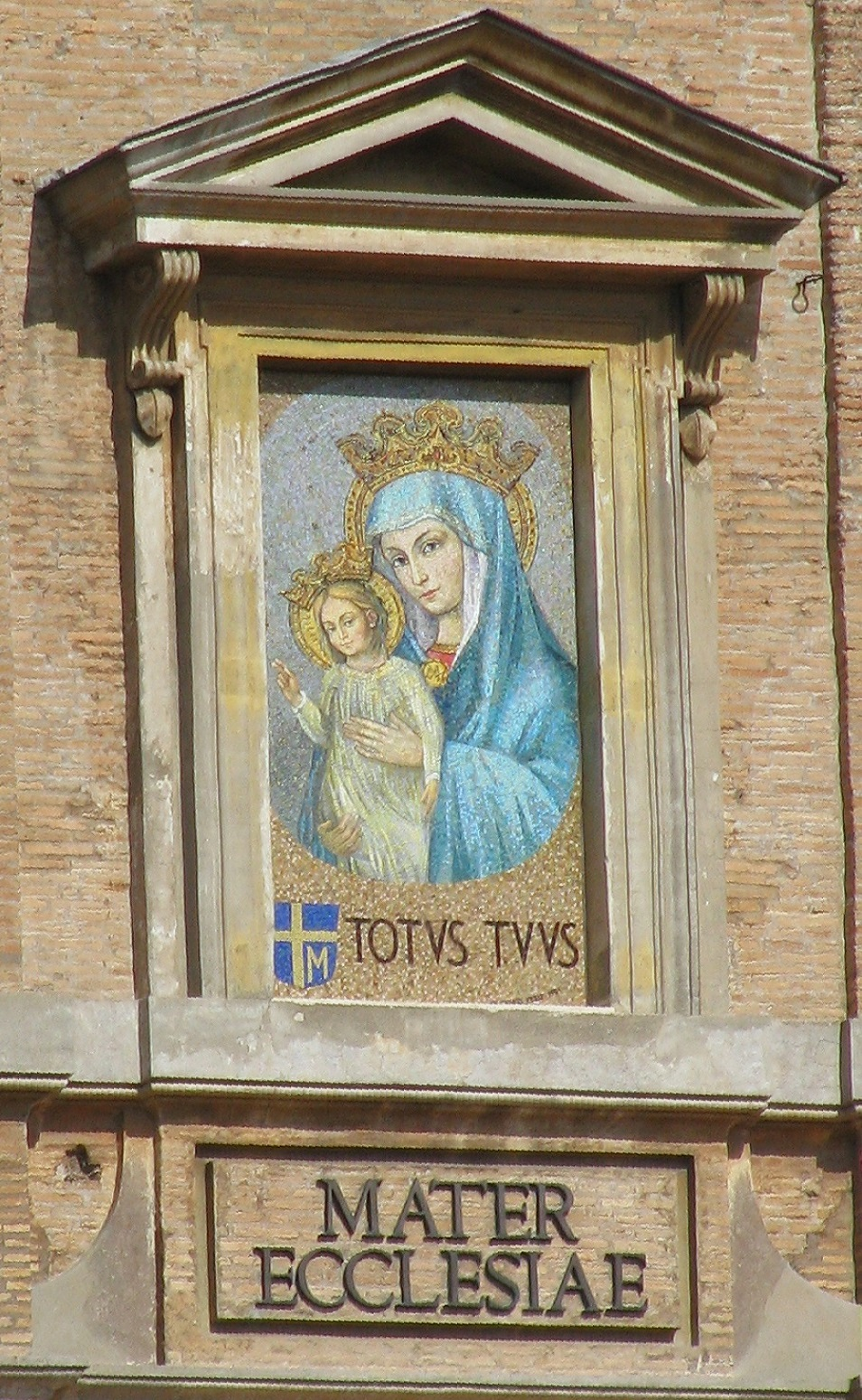
Zbliżenie wizerunku Matki Kościoła

Mater Ecclesiae (łac. Matka Kościoła) – wizerunek (mozaika) Maryi znajdujący się na placu św. Piotra na ścianie Pałacu Apostolskiego. Został poświęcony przez Jana Pawła II 8 grudnia 1981, w podziękowaniu Matce Bożej za obronę podczas zamachu na jego życie.

## Historia
W 1980 podczas spotkania UNIV jeden student spytał Jana Pawła II, czemu na placu brakuje wizerunku Matki Bożej. Papież zgodził się na jego wykonanie. Projekt przedstawili ludzie z Opus Dei, wykonał go Javier Cotello, hiszpański architekt. Na przeszkodzie do realizacji projektu stanął zamach na życie Papieża.

Kiedy Jan Paweł II wrócił do Watykanu po pierwszej hospitalizacji w poliklinice Gemelli, badano możliwość umieszczenia widocznego znaku na placu św. Piotra, w miejscu gdzie Papież został postrzelony, aby upamiętnić bolesną stronę na kartach dziejów Kościoła, ale również uwiecznić znak protekcji nieba. Jan Paweł II był przekonany, że to Matka Boża go ochroniła. Nie było więc lepszego sposobu dla upamiętnienia tego 13 maja, Giovanni Battista Re.

Prace zostały powierzone kard. Re, wówczas asesorowi w Sekretariacie Stanu, oraz przewodniczącemu Komisji dla Ochrony Zabytków przy Stolicy Świętej, ks. Giovanni Fallani, oraz dyrektorowi Muzeów Watykańskich, Carlo Pietrangeli. Ks. Fallani zdecydował się umieścić mozaikę na oknie, które już istniało. Ta propozycja spotkała się z aprobatą Papieża.
Mozaika została ułożona pomiędzy listopadem a grudniem 1981, sześć miesięcy po zamachu. 8 grudnia 1981, w święto Niepokalanego Poczęcia, Jan Paweł II przed modlitwą Anioł Pański pobłogosławił wizerunek maryjny.

## Wizerunek
Jako model dla tej mozaiki posłużył wizerunek Maryi z Dzieciątkiem, znajdujący się w bazylice św. Piotra i noszący nazwę Mater Ecclesiae. Mozaika mierzy ponad 2,5 metra. W podstawie mozaiki przedstawiającej Maryję z Dzieciątkiem umieszczony został herb Jana Pawła II z hasłem Totus Tuus.